# Abborrtjärnen (Lycksele socken, Lappland, 716871-163283)
Abborrtjärnen är en sjö i Lycksele kommun i Lappland och ingår i Umeälvens huvudavrinningsområde.